# 安第斯 (紐約州普查規定居民點)
安第斯（英語：Andes）是位於美國紐約州特拉華縣的普查規定居民點。

## 人口
根據2020年美國人口普查的數據，安第斯的面積為3.62平方千米，皆為陸地。當地共有人口189人，而人口密度為每平方千米52.21人。